# Acronicta oriens
Acronicta oriens är en fjärilsart som beskrevs av Embrik Strand 1921. Acronicta oriens ingår i släktet Acronicta och familjen nattflyn. Inga underarter finns listade i Catalogue of Life.